# Апостол Крискент
Крискент је ранохришћански светитељ и мученик. 
Апостол Павле, га помиње у својој другој посланици Тимотеју: „Јер ме остави Дима, заволевши садашњи свет, и оде у Солун, Крискент у Галатију, Тит у Далмацију; Само Лука је са мном." 
Црквено предање, засновано на Павловим речима да је Крискент отишао у Галатију, верује да је напустио Рим по упутству апостола Павла и наставио да проповеда Јеванђеље у Галатији, где је касније постао епископ. 
Неки црквени аутори (Епифаније, блажени Теодорит, Јевсевије) сматрају да је Крискент послат не у Галатију, већ у Галију. Име Крискент се појављује у списима епископа Мајнца, што је касније уметнуто.
Крискент је страдао за време владавине цара Трајана. У Синаксару се о њему каже: „... Апостол Павле пише о блаженом Крискенту: Крискент је отишао у Галатију. Био је епископ Халкидонски и Галатски“.
Успомена на апостола Крискента у Православној цркви празнује се 30. јула (12. августа) и 4. (17.) јануара на дан Сабора седамдесеторице апостола, а у Католичкој цркви – 27. јуна.